# Carlos Lessa
Carlos Francisco Theodoro Machado Ribeiro de Lessa GOMM (Rio de Janeiro, 30 de junho de 1936 – Rio de Janeiro, 5 de junho de 2020) foi um professor e economista brasileiro filiado ao Partido Socialismo e Liberdade (PSOL). Foi presidente do Banco Nacional de Desenvolvimento Econômico e Social (BNDES) durante o governo Lula e reitor da Universidade Federal do Rio de Janeiro (UFRJ).

## Formação e carreira acadêmica
Formou-se em ciências econômicas pela antiga Universidade do Brasil em 1959, concluindo o mestrado em análise econômica pelo Conselho Nacional de Economia em 1960. Obteve o doutorado no Instituto de Filosofia e Ciências Humanas da Unicamp em 1976.
Foi professor no Instituto Rio Branco do Itamaraty (1961-1964). Ministrou cursos na CEPAL e  no ILPES da ONU (1962-1968), no Instituto para Integração da América Latina (1966-1969), na Universidade do Chile (1967), na  Unicamp (1979-1994) e na Faculdade de Economia da Universidade Federal Fluminense, entre outras.
Exilado no Chile após o golpe militar de 1964, retornou pouco antes do AI-5 e ajudou a fundar o Instituto de Economia da Unicamp, onde foi professor.
Era professor da UFRJ desde 1978, quando foi admitido através de concurso público juntamente com Maria da Conceição Tavares.
Serviu como assessor do ex-presidente do PMDB Ulysses Guimarães e dirigiu a área social do BNDES, o Finsocial (1985-1989). Foi economista do Instituto Latino Americano de Planificación Económica & Social da ONU e consultor da Fundação para o Desenvolvimento da Administração Pública de São Paulo. Em 1990, foi candidato a vice-governador do Rio de Janeiro.
Em 2002 foi reitor da Universidade Federal do Rio de Janeiro, cargo do qual se licenciou.

## Presidência do BNDES
Em 2003, com o apoio de Maria da Conceição Tavares e Aloizio Mercadante, foi convidado pelo presidente Lula para assumir a presidência do BNDES. Aceitou e foi empossado em 17 de janeiro.
Em 2004, Lessa foi admitido pelo presidente Luiz Inácio Lula da Silva ao grau de Grande-Oficial especial da Ordem do Mérito Militar.
De personalidade forte, Carlos Lessa logo bateu de frente com o ministro da Fazenda Antonio Palocci e o ministro do Desenvolvimento, Luiz Fernando Furlan. De verbo solto, Carlos Lessa chegou a declarar a Furlan que o BNDES era vinculado mas  "independente" do ministério. Discípulo de Celso Furtado, Carlos Lessa defendeu o desenvolvimentismo e um papel mais ativo do governo no direcionamento da economia. Segundo ele próprio, a imprensa previu sua demissão mais de setenta vezes.
Em novembro de 2004, uma semana após fazer críticas ao presidente do Banco Central, Henrique Meirelles, com relação ao aumento de juros, Carlos Lessa foi afastado do cargo. O ministro do Planejamento Guido Mantega assumiu o cargo. Foi enviado ao presidente Lula um manifesto contra sua demissão, com mais de 500 signatários,  entre eles o arquiteto Oscar Niemeyer, o jurista Fabio Konder Comparato e entidades como a Ordem dos Advogados do Brasil e a Central Única dos Trabalhadores.

## Eleições 2012
Em setembro de 2011, Lessa filiou-se ao PSOL, junto com o vereador do Rio de Janeiro pelo PPS, Paulo Pinheiro, tendo em vista a disputa eleitoral na capital carioca em 2012.

## Vida pessoal
Foi casado com Martha, torcia para o Olaria Atlético Clube e fundou um bloco carnavalesco, o Minerva Assanhada. Tinha por hobby colecionar livros (chegou a ter mais de vinte mil títulos) e também classificar moluscos. É pai do músico Rodrigo Lessa.
Em entrevista à Radio Eldorado (São Paulo), em 12 de outubro de 2009, afirmou ter sido padrinho de casamento de José Serra, ex-governador do estado de São Paulo e candidato à Presidência da República.
Morreu no Rio de Janeiro aos 83 anos, vítima de COVID-19.